# Avenue Lucien-Descaves
L'avenue Lucien-Descaves est une voie du 14e arrondissement de Paris, en France.

## Situation et accès
L'avenue Lucien-Descaves est une voie publique située dans le 14e arrondissement de Paris. Elle débute avenue Paul-Vaillant-Couturier et se termine avenue André-Rivoire.

## Origine du nom

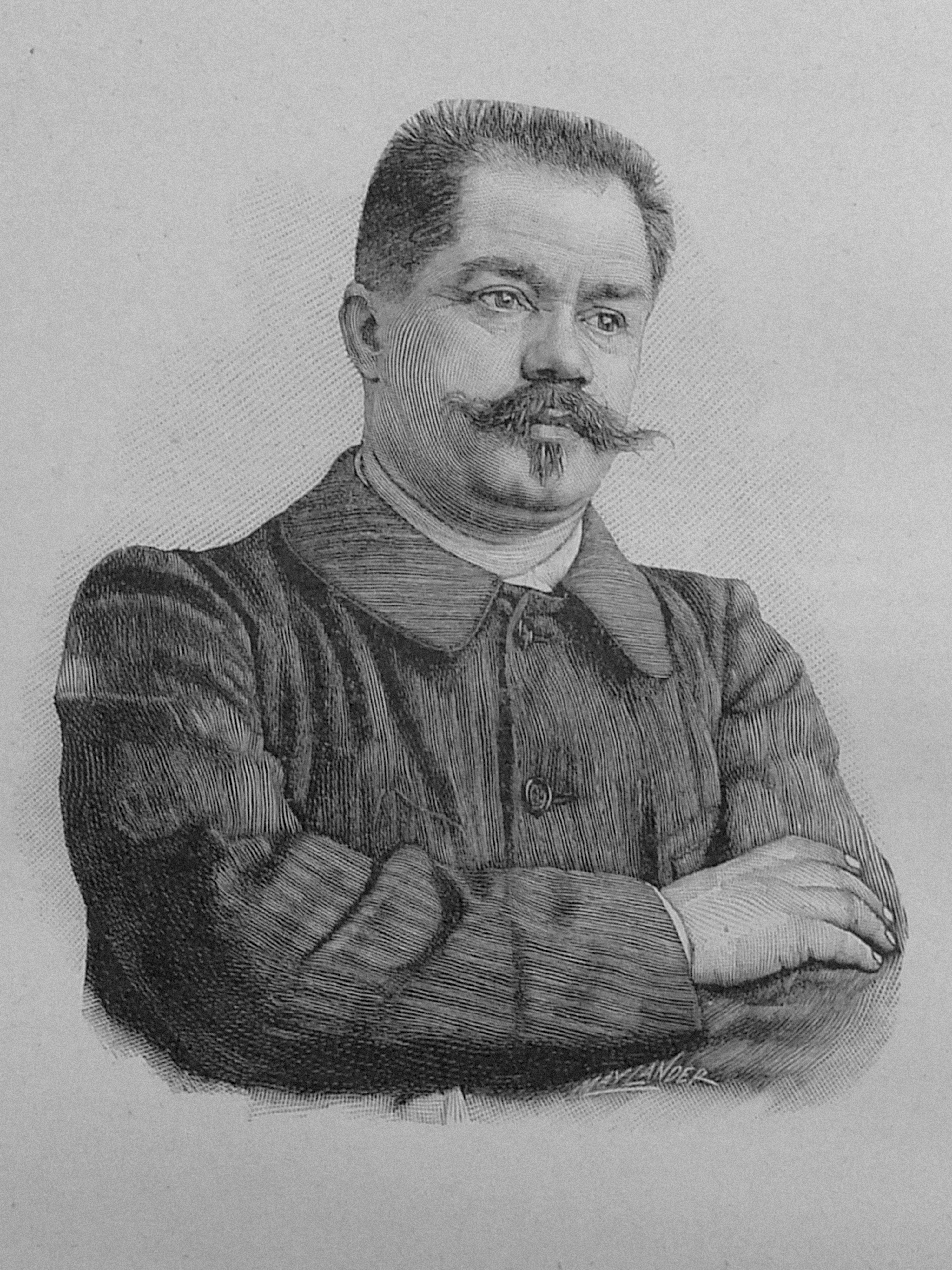
Lucien Descaves.

La voie rend hommage à Lucien Descaves, écrivain naturaliste et libertaire parisien.

## Historique
Cette voie est créée en 1938 et prend sa dénomination actuelle en 1954.
Elle est réaménagée en 1960 lors de la construction du boulevard périphérique.